# Antton Luengo
Antton Luengo Celaya (Gautegiz Arteaga, 17 januari 1981) is een Spaans voormalig wielrenner.

## Belangrijkste overwinningen
2003
- 4e etappe deel A Bidasoa Itzulia
- Eindklassement Bidasoa Itzulia

## Resultaten in voornaamste wedstrijden
| Jaar | Ronde van Italië | Ronde van Frankrijk | Ronde van Spanje |
| ---- | ---------------- | ------------------- | ---------------- |
| 2006 | 110e             |                     |                  |
| 2007 | 140e             |                     |                  |

| Jaar | Milaan-San Remo |
| ---- | --------------- |
| 2006 |                 |
| 2007 | 149e            |